# Zeitverlag
Der Zeitverlag (vollständig: Zeitverlag Gerd Bucerius GmbH & Co. KG) wurde im Jahr 1969 gegründet und ist für die Herausgabe der Wochenzeitung Die Zeit verantwortlich, die seit 1946 existiert.
Eigentümer des Verlages sind die Dieter von Holtzbrinck Medien (DvH Medien) sowie die Verlagsgruppe Georg von Holtzbrinck mit jeweils 50 %.

## Geschichte
Am 14. Februar 1946 erhielten Gerd Bucerius, Lovis H. Lorenz, Richard Tüngel und Ewald Schmidt di Simoni von der britischen Besatzungsbehörde die Lizenz zur Herausgabe der Wochenzeitung. Am 1. Juli 1965 gründete Bucerius gemeinsam mit Richard Gruner und John Jahr senior die Gruner + Jahr, den damals zweitgrößten deutschen Pressekonzern. Am 1. Januar 1973 übertrug er seine Anteile an Gruner + Jahr der neu gegründeten Bertelsmann AG. 1969 wurde Die Zeit aus der Bertelsmann AG herausgelöst und anschließend der neue Zeitverlag gegründet.
Von 1977 bis 1982 leitete Diether Stolze den Verlag. Ab 1985 führte Bucerius' Lebensgefährtin Hilde von Lang (bis 1990 gemeinsam mit Helmut Schmidt, der seitdem Herausgeber war) die Geschäfte des Verlags.
Ab dem 1. Juli 1996 gehörte der Zeitverlag zur Verlagsgruppe Georg von Holtzbrinck. Mit Wirkung zum 1. Juni 2009 übernahm die von Dieter von Holtzbrinck neu gegründete Dieter von Holtzbrinck Medien GmbH (DvH Medien) 50 % der Anteile. Die übrigen 50 % des Kapitals liegen bei der Georg von Holtzbrinck GmbH & Co KG Zeitverlag Beteiligungsgesellschaft.

## Chronik
- 1946 Erste Ausgabe der Zeit in Hamburg. Gründungsherausgeber: Gerd Bucerius, Lovis H. Lorenz, Richard Tüngel und Ewald Schmidt di Simoni
- 1968 Marion Dönhoff löst Josef Müller-Marein als Chefredakteur der Zeit ab
- 1969 Gründung des Zeit Verlags[1]
- 1970 Veröffentlichung der farbigen Tiefdruckbeilage Zeit Magazin, die Gerd Bucerius gegen den Widerstand der Redaktion als erste farbige Beilage in Deutschland durchsetzte.
- 1977 Diether Stolze wird Verleger der Zeit, Gerd Bucerius bleibt Eigentümer
- 1983 Helmut Schmidt wird von Gerd Bucerius zum Herausgeber der Zeit berufen[6],  sowie Geschäftsführer des Zeitverlags (bis 1990).
- 1996 Die Stuttgarter Verlagsgruppe Georg von Holtzbrinck erwirbt den Zeit-Verlag
- 1996 Die Zeit startet mit einer eigenen Redaktion Zeit Online.[7]
- 2004 Zeit Wissen erscheint als erstes eigenständiges Magazin des Zeit-Verlags
- 2005 Die Zeit und die Zeitschrift Forschung & Lehre starten mit academics.de einen wissenschaftlichen Stellenmarkt[8]
- 2006 Veröffentlichung des Studentenmagazins Zeit Campus
- 2007 Neustart des Zeitmagazins
- 2008 Einführung der Regionalausgabe Die Zeit Schweiz[9]
- 2009 Einführung der Regionalausgabe Zeit für Sachsen[10]
- 2010 Gründung der Tochterfirma für Corporate Publishing Tempus Corporate GmbH
- 2010 Veröffentlichung des Zeit Schulführers
- 2010 Der Rheinische Merkur erscheint im Rahmen der Sonderausgabe Christ & Welt
- 2011 Gründung der Bildungsakademie Zeit Akademie
- 2013 Die Regionalausgabe Zeit für Sachsen wird in Zeit im Osten umbenannt[11]
- 2014 Ausbau des Angebots im Bereich Veranstaltungen und Konferenzen mit der Übernahme von Convent Kongresse GmbH[12]
- 2018 Übernahme sowie Umbenennung des 1981 gegründeten Spotlight Verlags als Erweiterung im Bereich Sprachmedien, heute ZEIT Sprachen GmbH[13][14]
- 2022 Gründung der Tochtergesellschaft Studio ZX für Kommunikationsdienstleistungen[15]
- 2025 ZEIT ONLINE und DIE ZEIT tragen ab dem 1. Juli 2025 den gemeinsamen Namen DIE ZEIT[16]

## Publikationen (Auswahl)

### Wochenzeitung
Die Zeit, seit 21. Februar 1946, wöchentlich (donnerstags, online Vorabend)

### Online
Zeit.de ist eine der 100 meistaufgerufenen Websites in Deutschland

### Periodika
- Zeit Wissen, seit 2004, zweimonatlich
- Zeit Geschichte, seit 2005, zweimonatlich
- Zeit Campus, seit 2006, fünfmal jährlich[18]
- Zeit Leo, seit 2011, achtmal jährlich[19]
- Zeit Studienführer, seit 2005, jährlich[20]
- Zeit Schulführer, 2010–2011, jährlich
- Zeit Schule & Familie, 2012–2013, jährlich
- Die Zeit – Verbrechen, seit 2018, zweimonatlich[21]
- Weltkunst, vierzehnmal jährlich
- Kunst und Auktionen, bis 2008 unter dem Titel Antiquitäten-Zeitung,[22] 14- bzw. 21-täglich[23]
- Zeitmagazin International – The Berlin State of Mind, seit 2013, zweimal jährlich[24]
- Zeitmagazin Mann, seit 2016, zweimal jährlich[25]
- Zeitmagazin Wochenmarkt, seit 2021, zweimal jährlich[26]
- Zeit Punkte, 1992–2004[27]

### Bücher
- Die Zeit – das Lexikon in 20 Bänden[28]
Die Bände 1–16 bilden mit 145.000 Stichwörtern den enzyklopädischen Kern auf Basis der 15-bändigen Brockhaus Enzyklopädie mit Originalbeiträgen aus Der Zeit zu wichtigen Themen ergänzt. Die Bände 17–19 enthalten das Deutsche Wörterbuch der deutschen Gegenwartssprache, die den Wortschatz, rund 250.000 Wörter, der gegenwärtigen drei Generationen umfasst (Eltern, Kinder, Großeltern). In Band 20 sind rund 5.000 Redewendungen und Zitate erfasst.
- Welt- und Kulturgeschichte in 20 Bänden[29]
- Junior-Lexikon in sechs Bänden[30]
- Bibliothek des Wissens in acht Sachbüchern aus verschiedenen naturwissenschaftlichen Sachgebieten[31]
- Klassiker von morgen mit zehn Romanen aus dem 21. Jahrhundert[32]
- Kopfstand. Philosophieren mit Kindern in sechs Bilderbüchern und drei Mitmachheften[33]
- Große Klassik kinderleicht in 5 Bilderbüchern[34]
- Wissenschafts-Thriller in sieben Bänden[35]
- Hotels zum Verlieben[36]
- Kirsten Boie. Die Jubiläumsedition in fünf Bänden[37]
- Kleine Auszeiten in Deutschland in vier Bänden[38]
- Little People, Big Dreams in sechs Bänden[39]
- Chanson[40]
- Leseabenteuer in zehn Bänden[41]
- Oh du schöne Weihnachtszeit[42]

Eine Auswahl von jeweils 100 bedeutenden Büchern eines Genres ist die Zeit-Bibliothek, als Buch erschienen im Suhrkamp Verlag.

## Verlagsstruktur
Mit dem Zeit Weltkunst Verlag mit Sitz in Hamburg und Berlin hat der Zeitverlag eine hundertprozentige Tochter, die u. a. die Zeitschrift Weltkunst und die Zeitung Kunst und Auktionen veröffentlicht, sowie zeitweise auch Künstler – Kritisches Lexikon der Gegenwartskunst. Eine weitere der aktuell elf Tochtergesellschaften ist seit 2022 der Kommunikationsdienstleister Studio ZX sowie seit 2014 das digitale Weiterbildungsangebot Zeit Akademie. Der Verlag richtet jährlich ca. 150 Veranstaltungen in den Bereichen Politik, Wirtschaft, Wissenschaft und Bildung aus. Durch die Übernahme sowie Umbenennung vom Spotlight Verlag im Jahr 2018 ist die ZEIT Sprachen GmbH seitdem eine weitere Tochtergesellschaft der Verlagsgruppe, welche sich auf unterhaltsame Sprachlern-Medien und Sprachmagazine spezialisiert hat.

## Auszeichnungen
Im Mai 2012 wurde die Jakob Fugger-Medaille des Verbandes der Bayerischen Zeitungsverleger, einer der renommiertesten deutschsprachigen Preise für das Zeitschriftenwesen, erstmals nicht an eine Einzelperson, sondern an die Herausgeber, Verleger, Geschäftsführer, Chefredaktion und Mitarbeiter der Zeit verliehen.